# Guimpe

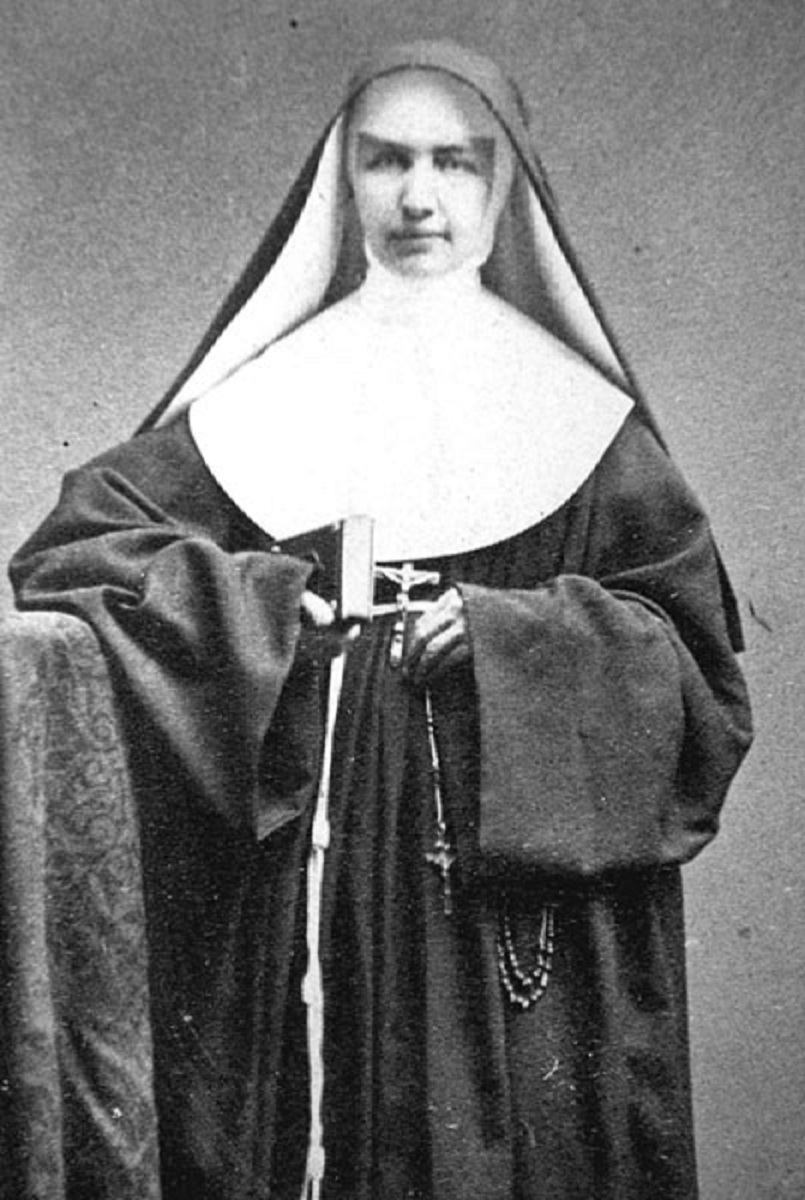
Large guimpe blanche.

La guimpe est un couvre-chef réuni à une touaille ou barbette (pièce de toile qui passe horizontalement devant le menton et est fixée au col). Coiffe des veuves et des femmes âgées, elle est généralement blanche chez les religieuses, descendant sur leurs épaules, couvrant largement leur cou et leur poitrine,.
La guimpe peut également être un plastron ou corsage léger, sans manches, qui se porte sous les robes à décolletés et montant jusqu'au cou.